# دم‌بیه
دم‌بیه (به لاتین: Ďumbier) یک منطقهٔ مسکونی در اسلواکی است که در Liptovský Mikuláš District واقع شده‌است. دم‌بیه ۲٬۰۴۳ متر بالاتر از سطح دریا واقع شده‌است.